# Oscar Samuelson
Frans Oscar Samuelson, född 13 november 1876 på Nordhalla i Saleby socken, död 10 augusti 1963 i Bromma församling, var en svensk godsägare, hästuppfödare och hippolog.
Oscar Samuelson var son till Johan Gustaf Samuelson. Efter läroverksstudier i Skara utexaminerades han 1897 från J.W. Wulffs lantbruksskola i Trelleborg, praktiserade lantbruk hos fadern och blev 1900 inspektor på en gård. Tidigt började han ägna sig åt uppfödning av remonter och gjorde sig snart känd som en skicklig hästkarl. På sin egendom Thamstorp i Trökörna socken, som han ägde 1904–1926, drev han hästuppfödning i stor skala. Under femton år levererade han 250 remonter till armén. För studier och inköp av avelsmaterial företog han från 1907, ofta på uppdrag av Stuteriöverstyrelsen eller olika hushållningssällskap, en rad resor till Tyskland, Frankrike och andra länder. Därigenom kom han efter hand att alltmer övergå till fullblods- och ardenneravel, och Thamstorp blev Sveriges största ardennerstuteri. Han var 1925–1938 chef för Flyinge hingstdepå och stuteri i Skåne och var efter sin avgång från denna statstjänst bosatt i Stockholm. Samuelsons avelsdjur var eftersökta, och hans varmblodiga hästar vann segrar i viktiga kapplöpningar som derbyt och svenska kriteriet samt i travtävlingar. Som framstående hippolog anlitades Samuelson som prisdomare vid lantbruksmöten och lantbruksutställningar. Han var ledamot av förvaltningsutskottet i Skaraborgs läns hushållningssällskap 1919–1925 och ordförande i Skånska travsällskapet 1932–1937. För sina förtjänster inom svenska hästavel belönades han med guldmedalj av allmänna svenska lantbruksmötet i Göteborg 1923. Han blev ledamot av Lantbruksakademien 1931.